# Catedral de Cristo Rey (Panevėžys)
La Catedral de Cristo Rey o simplemente Catedral de Panevėžys (en lituano: Kristaus Karaliaus katedra) es un templo católico en Panevėžys, Lituania, que funciona como la catedral y sede de la diócesis de Panevėžys.
En 1860, el obispo Motiejus Valančius comenzó los preparativos para la construcción de una nueva iglesia en Panevėžys. Sin embargo, después del levantamiento de 1863, las autoridades zaristas de Rusia intentaron implementar políticas de rusificación, incluyendo la prohibición de la prensa lituana y la prohibición de la Iglesia católica. Las autoridades vetaron la construcción de nuevas iglesias católicas y cerraron la iglesia de los Escolapios dejando sólo la Iglesia de los Santos Pedro y Pablo para dar servicio a los habitantes católicos de Panevėžys. Sin embargo se obtuvo un permiso para la construcción en 1904, aunque en esta ocasión el trabajo se retrasó por la Guerra ruso-japonesa y la revolución de 1905 hasta 1908. Hasta la Primera Guerra Mundial, una rectoría y una capilla temporal se completaron mientras que las paredes de la iglesia se levantaron a nivel de las ventanas. La iglesia iba a recibir el nombre de San Estanislao mártir. 
Después de la guerra la construcción fue paralizada hasta abril de 1926, cuando el Papa Pío XI estableció la diócesis católica de Panevėžys. El Arquitecto e ingeniero Rytis Steikūnas Aleksandras Gordevičius rediseñó y amplio la iglesia, ya que ahora serviría como una catedral. La catedral inacabada fue bendecida por Jonas Mačiulis (más conocido como Maironis) el día de San Casimiro (4 de marzo) en 1930. Para esa ocasión Maironis escribió un himno dedicado a Cristo Rey. Cuatro campanas de Apolda, Alemania, fueron bendecidas en 1931. La más grande, con un peso 1.628 kilogramos (3.589 libras), está dedicada a Cristo Rey. El órgano, fue producido por Bruno Goebel en Königsberg. La catedral fue consagrada durante un Congreso Eucarístico, el 30 de junio de 1933, por Juozapas Skvireckas, Arzobispo de Kaunas.

## Véase también

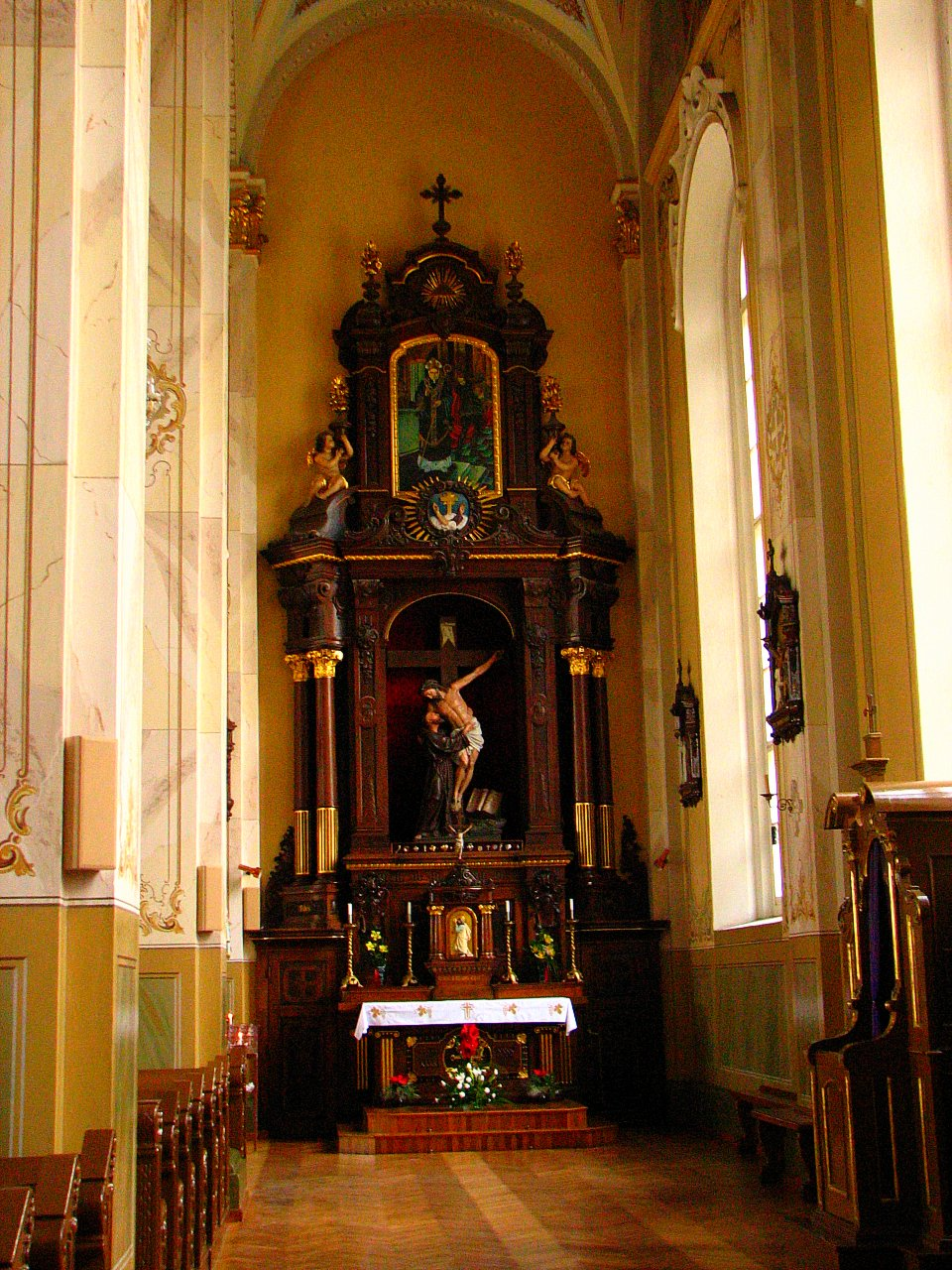
Vista interna